# 群の直積
数学、特に群論において、与えられたいくつかの群の直積（ちょくせき、英: direct product）は、それらを正規部分群として含むような新しい群を作る構成法である。

## 定義

### 2つの群の直積
群 {\textstyle G}、{\textstyle H}が与えられたとき、その集合としての直積 {\textstyle G\times H} に、
{\displaystyle (g,h)(g',h')=(gg',hh')\qquad {\text{for}}\;\;g,g'\in G,\,h,h'\in H}
として演算を定義すると、 {\textstyle G\times H} は群になる。これを {\textstyle G} と {\textstyle H} の直積という。

### 有限個の群の直積
同様に、有限個の群 {\textstyle G_{1},G_{2},\dots ,G_{n}} が与えられたとき、その直積集合の元
{\displaystyle (g_{1},g_{2},\dots ,g_{n}),\,(g'_{1},g'_{2},\dots ,g'_{n})\in \prod _{i=1}^{n}G_{i}}
に対して
{\displaystyle (g_{1},g_{2},\dots ,g_{n})(g'_{1},g'_{2},\dots ,g'_{n})=(g_{1}g'_{1},g_{2}g'_{2},\dots ,g_{n}g'_{n})}
と定義すると、{\textstyle \Pi _{i}G_{i}} は群になり、これを {\textstyle G_{1},G_{2},\dots ,G_{n}}の直積と言う。

### 任意個の群の直積
一般に、群の族 {\textstyle \{G_{i}\}_{i\in I}} が与えられると、その直積集合の元 {\textstyle (g_{i})}，{\textstyle (g_{i}^{\prime })} に対して、{\displaystyle (g_{i})(g_{i}^{\prime })=(g_{i}g_{i}^{\prime })}によって演算を定義したものが群 {\displaystyle \{G_{i}\}} の直積である。

## 例
- 実数全体の集合 R を加法に関する群とみなすと、その直積 R × R はベクトル (x, y) を要素に持ち、直積としての加法
(x1, y1) + (x2, y2)  =  (x1 + x2, y1 + y2)
は平面幾何ベクトルとしての加法になっている。
- G と H を位数2の巡回群とし、それぞれの乗算表が
| ∙ | 1 | a |
| - | - | - |
| 1 | 1 | a |
| a | a | 1 |

| ∙ | 1 | b |
| - | - | - |
| 1 | 1 | b |
| b | b | 1 |
であるならば、直積 G × H は以下の乗算表を持ち、クラインの四元群に同型である。
| ∙      | (1, 1) | (a, 1) | (1, b) | (a, b) |
| ------ | ------ | ------ | ------ | ------ |
| (1, 1) | (1, 1) | (a, 1) | (1, b) | (a, b) |
| (a, 1) | (a, 1) | (1, 1) | (a, b) | (1, b) |
| (1, b) | (1, b) | (a, b) | (1, 1) | (a, 1) |
| (a, b) | (a, b) | (1, b) | (a, 1) | (1, 1) |
- 非零の実数全体が乗法についてなす単元群 R× は正の実数全体からなる指数 2 の部分群 R×
>0 と位数 2 の部分群 {±1} をもち、これらの直積と同型である。

## 性質

### 直積因子
群 {\displaystyle G} と {\displaystyle H} の直積 {\displaystyle G\times H} は、{\displaystyle \{(g,1_{H})\mid g\in G\}} と {\displaystyle \{(1_{G},h)\mid h\in H\}} を正規部分群として含む（ただし {\displaystyle 1_{G},\ 1_{H}} はそれぞれの単位元）。これらはそれぞれ G, H と同型である。

#### 証明
{\displaystyle g\in G,\ (g^{\prime },h^{\prime })\in G\times H} とすると，次の等式が成り立つ。{\displaystyle (g^{\prime },h^{\prime })(g,1_{H})(g^{\prime },h^{\prime })^{-1}=(g^{\prime }g{g^{\prime }}^{-1},1_{H})}{\displaystyle h\in H} についても同様である。よって，主張が従う．

### 可換性
群の直積 {\displaystyle G\times H} において群 {\displaystyle G} の任意の元と群 {\displaystyle H} との任意の元は可換である。

#### 証明
{\displaystyle g\in G,\ h\in H} とすると，次が成り立つ。{\displaystyle (g,h)=(g,1_{H})(1_{G},h)=(1_{G},h)(g,1_{H})}したがって，主張が従う．

### その他
- 群 G, H, K に対し、次の同型が成り立つ。{\displaystyle (G\times H)\times K\cong G\times (H\times K)\cong G\times H\times K}
- （普遍性）群 Gi (i ∈ I) が与えられているとする。πj : Πi ∈ I Gi → Gj (j ∈ I)  を自然な射影とする。このとき任意の群 H と任意の群準同型写像 fj : H → Gj (j ∈ I)  に対して、一意的な準同型 φ : H → Πi ∈ I Gi が存在して、fj = πj∘φ  (j ∈ I) が成り立つ。つまり群の直積は群のなす圏の直積である。